# التركيبة السكانية في جيبوتي

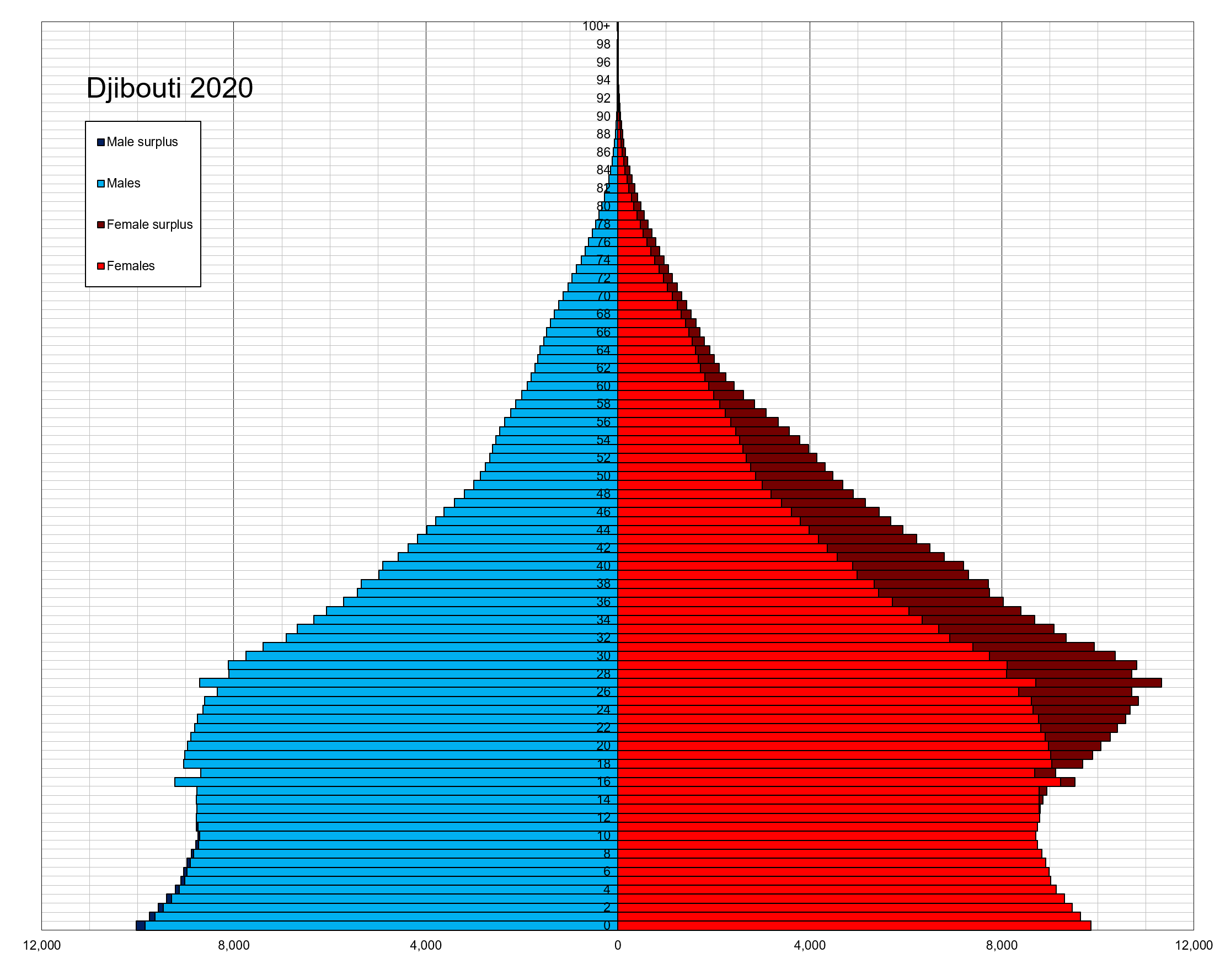
Djibouti_single_age_population_pyramid_2020

التركيبة السكانية في جيبوتي  تشمل السمات الديموغرافية
لجيبوتي والكثافة السكانية والعرق ومستوى التعليم والصحة والوضع الاقتصادي والانتماءات الدينية وغيرها من الجوانب.

## المجموعات العرقية

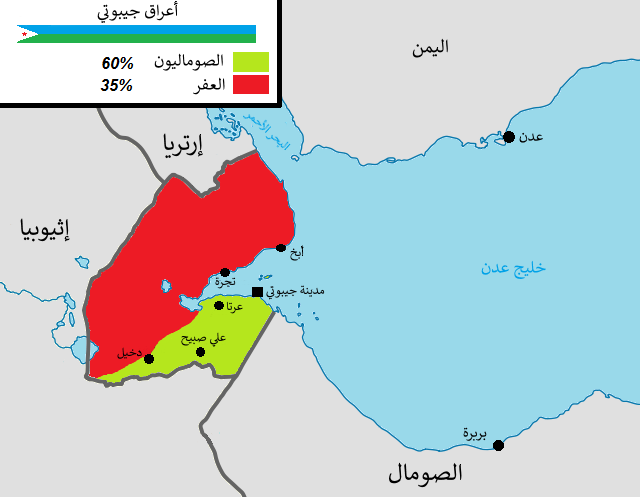
المجموعات العرقية في جيبوتي

جيبوتي بلد متعدد الأعراق اعتبارًا من عام 2018، يبلغ عدد سكانها حوالي 884017 ألف نسمة نما عدد سكان جيبوتي بسرعة خلال النصف الأخير من القرن العشرين، حيث ارتفع من حوالي 69589 في عام 1955 إلى حوالي 869099 بحلول عام 2015. التركيبة العرقية لجيبوتي هي 56.2٪ صوماليون، 24.2٪ عفار، 15.6٪ عرب، 6.675٪ عرب جيبوتي سكان أصليون، 4.525٪ يمنيون، 4.4٪ عمانيون و 5٪ آخرون. تتكون العشيرة الصومالية بشكل أساسي من عشيرة عيسى دير، تليها قبيلة غادابورسي وإسحاق تتكون نسبة 5 ٪ المتبقية من سكان جيبوتي بشكل أساسي من الإثيوبيين والأوروبيين الفرنسيين والإيطاليين والسويديين، اعتبارًا من عام 2021، يتمركز 4000 جندي أمريكي و 1350 جنديًا فرنسيًا و 600 جندي ياباني و 400 جندي صيني وعدد غير معروف من القوات الألمانية في قواعد مختلفة في جميع أنحاء جيبوتي. ما يقرب من 76 ٪ من السكان المحليين هم من سكان المدن أما البقية فهم من الرعاة. يعيش 40 ألف شخص من اليمن في جيبوتي، وهو ما يمثل 4.525٪ من إجمالي سكانها. العنف المنزلي يزيد من مشاكل اللاجئات اليمنيات في جيبوتي.

## اللغة

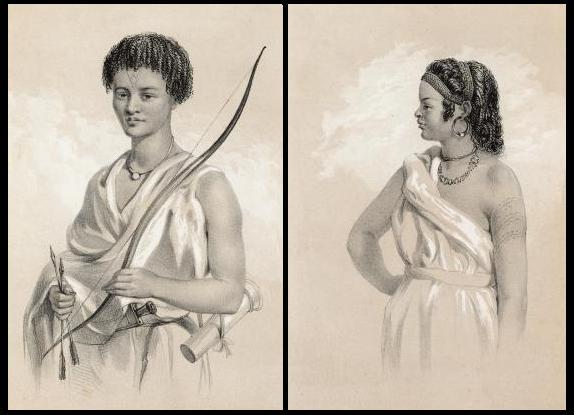
رجل وامرأة من قبيلة عيسى العرقية في جيبوتي في 1844

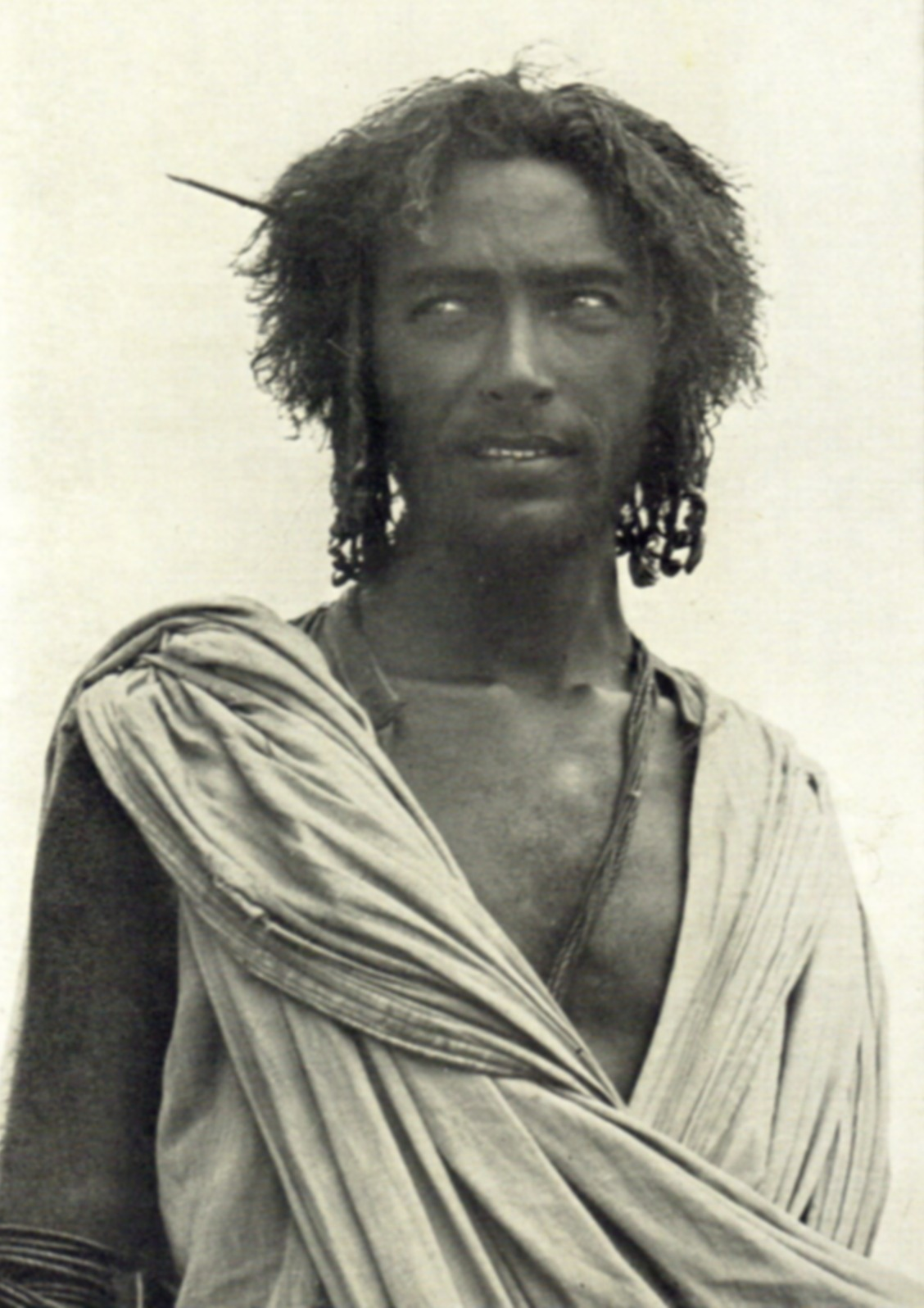
رجل من العفر العرقية بملابس البدو

جيبوتي أمة متعددة اللغات يتحدث غالبية السكان المحليين اللغة الصومالية 650.000 ناطق في مدينة جيبوتي وعلي صبيح والعفار 300.000 ناطق كلغة أولى هذه اللغات هي اللغات الأم للمجموعات العرقية الصومالية والعفرية، على التوالي. كلتا اللغتين تنتمي إلى عائلة الأكبر.الإثينيةهناك لغتان رسميتان في جيبوتي وهي العربية والفرنسية.
اللغة العربية ذات أهمية دينية في الإعدادات الرسمية، تتكون من اللغة العربية القياسية الحديثة بالعامية، يتحدث حوالي 59000 من السكان المحليين اللهجة التعزية العدنية العربية، والمعروفة أيضًا باسم جيبوتي العربية اللغة الفرنسية بمثابة لغة وطنية قانونية. لقد ورثت من الفترة الاستعمارية، وهي اللغة الأساسية للتعليم يتحدث بها حوالي 17000 جيبوتي كلغة أولى تشمل لغات المهاجرين العربية العمانية 38900 ناطق والأمهرية 1400 ناطق واليونانية 1000 ناطق والهندية 600 ناطق.